# Hyperplan affine
Cet article court présente un sujet plus développé dans : Sous-espaces affines particuliers et Hyperplan vectoriel.
En algèbre linéaire, un hyperplan affine est un sous-espace affine de codimension 1.
Si on est dans un espace de dimension n, cela signifie que l'hyperplan est de dimension n-1. Dans un espace de dimension 3, il s'agit d'un plan.